# هارالد تي فريس
هارالد تي فريس (بالإنجليزية: Harald T. Friis؛ بالدنماركية: Harald T. Friis) هو مهندس أمريكي ودنماركي، ولد في 22 فبراير 1893 في Næstved ‏ في الدنمارك، وتوفي في 15 يونيو 1976 في بالو ألتو في الولايات المتحدة.